# Trou des Massotais

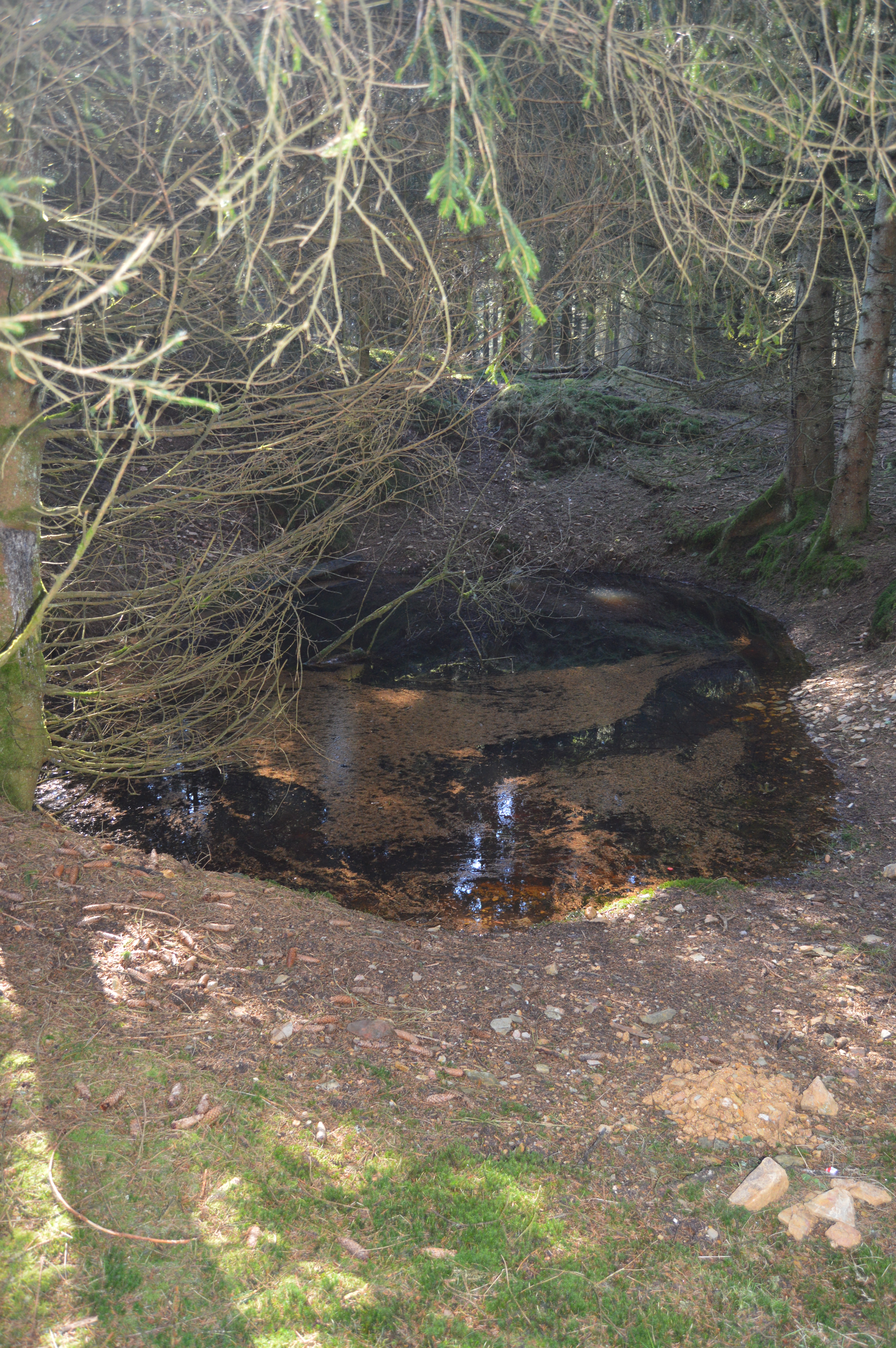
Le Trou des Massotais.

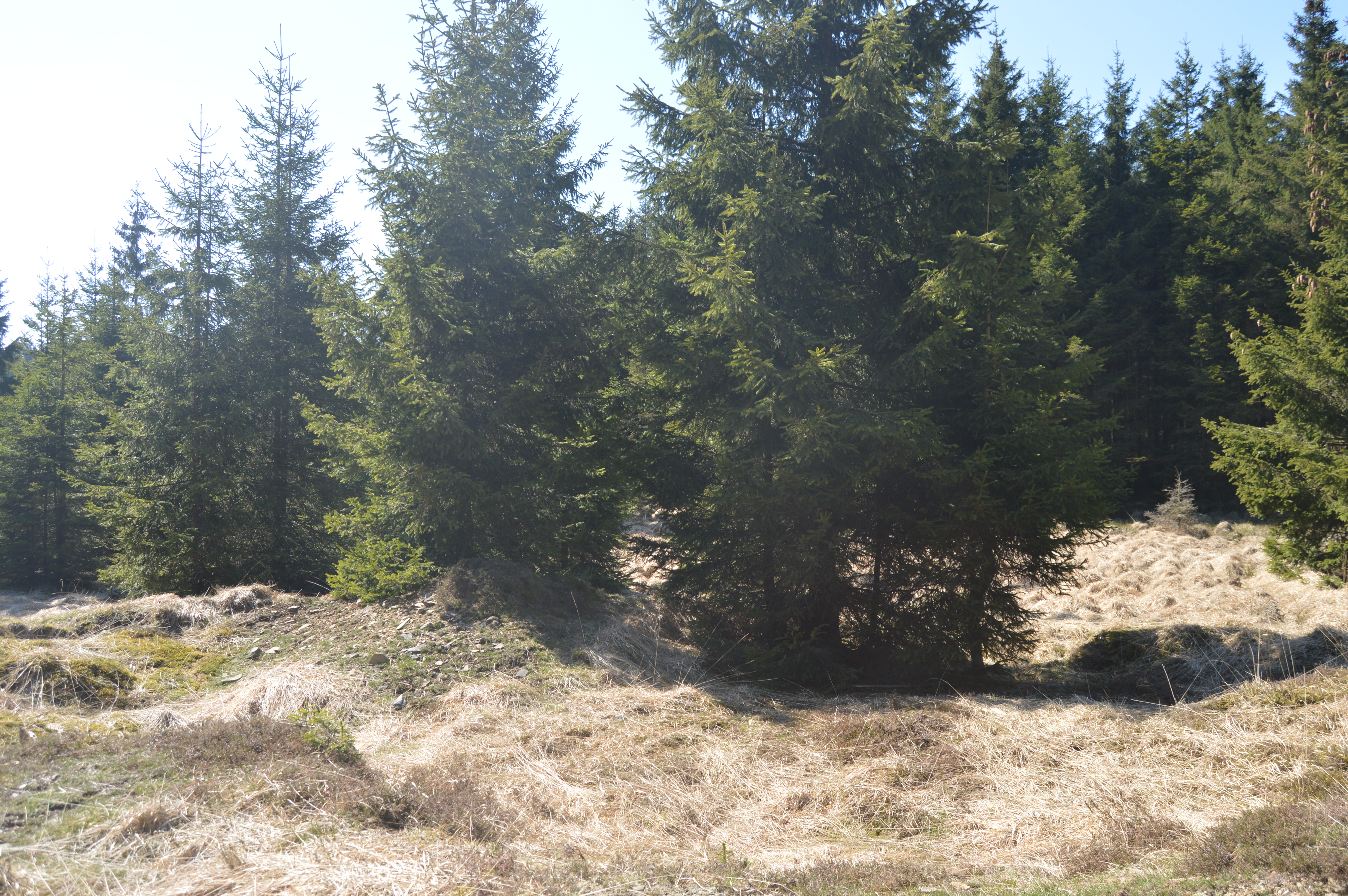
Tertres d'orpaillage sur le Noir Ru (ou ruisseau de Martin-Moulin), en aval du Trou des Massotais.

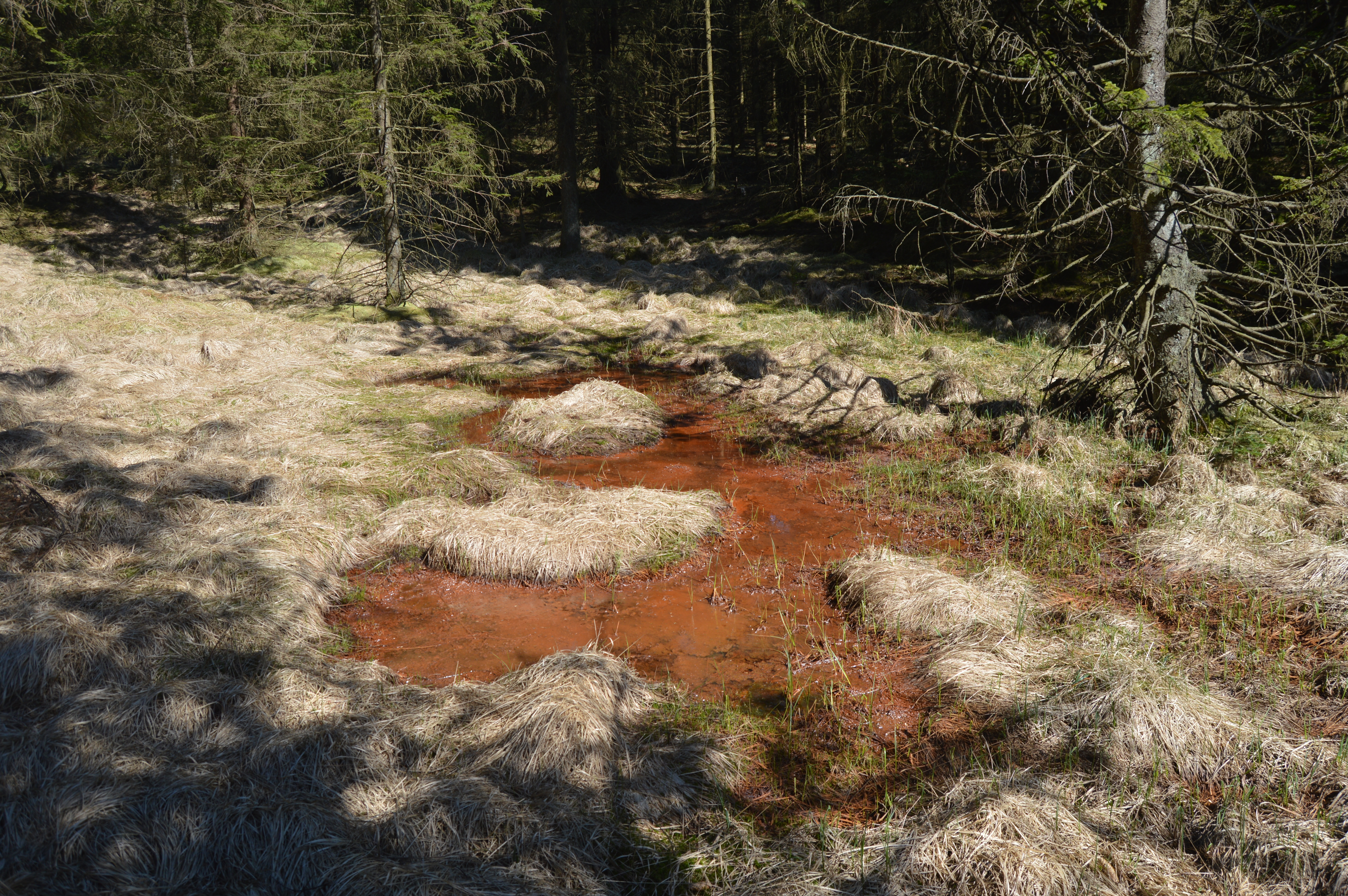
Suintements ferrugineux à proximité du Trou des Massotais.

Le Trou des Massotais (en wallon : Trô des Massotês) est un trou d'eau situé sur le plateau des Tailles (commune de Vielsalm), à proximité de la baraque de Fraiture, l'un des points culminants de la Belgique. Il s'est révélé être une ancienne mine d'or, la première connue en Belgique avec certitude,.

## L'or de l'Ardenne
La présence d'or en Ardenne est connue depuis au moins la période gauloise. La région se situait aux confins des territoires des Éburons, des Trévires et des Condruzes. Des traces d'exploitation peuvent être identifiées sur la bordure cambrienne de la Haute Ardenne, s'étendant du plateau des Tailles à la région de Malmedy en passant notamment par Vielsalm et Faymonville,,,. Des remblais et excavations d'exploitation voire des paillettes peuvent en particulier être trouvées au sud du plateau des Tailles et à Faymonville, où des haldes (tertres miniers) d'exploitation anciens sont depuis longtemps identifiés,, mais aussi peut être plus au nord à la Chefna, ou au Ninglinspo. Ou même encore plus à l'ouest, du côté de Libin.
Divers auteurs ont vu dans la recherche de l'or gaulois la raison de la seconde expédition de Jules César contre les Éburons en 54 av. J.-C., campagne militaire dont les motivations restent largement inexpliquées. L'écrivain Pierre Hazette s'est par ailleurs inspiré de cette hypothèse pour écrire un roman historique et une fiction policière (respectivement Haïr César en  2011 et Perdition en 2013). 
Une seconde ruée vers l'or ardennaise est intervenue entre approximativement 1875 et 1920,, . Une exploitation sera ouverte sur 200 hectares à Montenau de 1896 à 1906. L'intérêt retombera rapidement vu les faibles quantités d'or trouvées. L'orpaillage en Ardenne continue cependant de nos jours d'intéresser divers passionnés,.

## Le Trou des Massotais

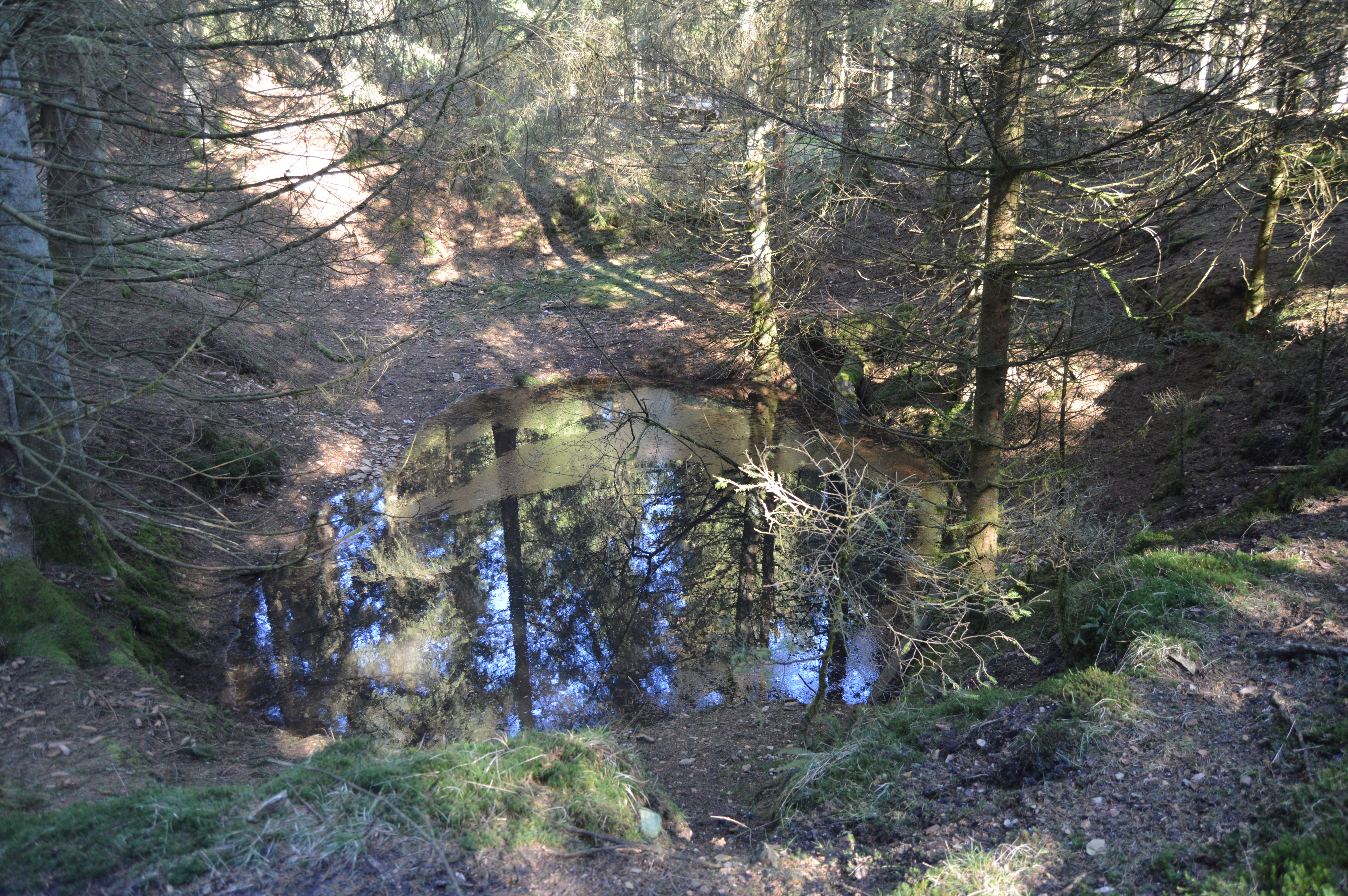
Le Trou des Massotais.

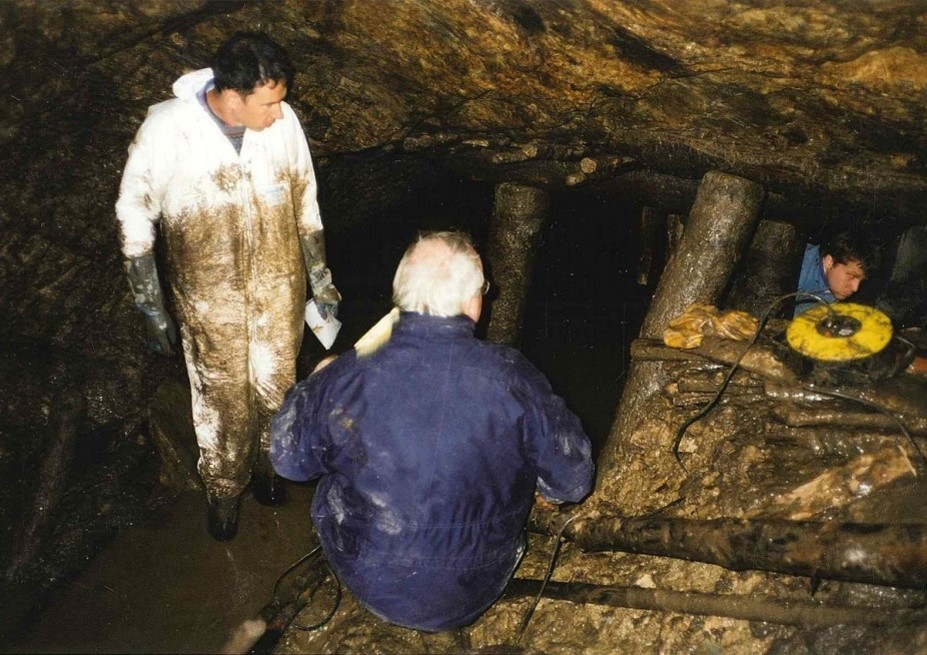
Exploration en 2000 de la galerie minière celtique du Trô des Massotais après dénoyement.

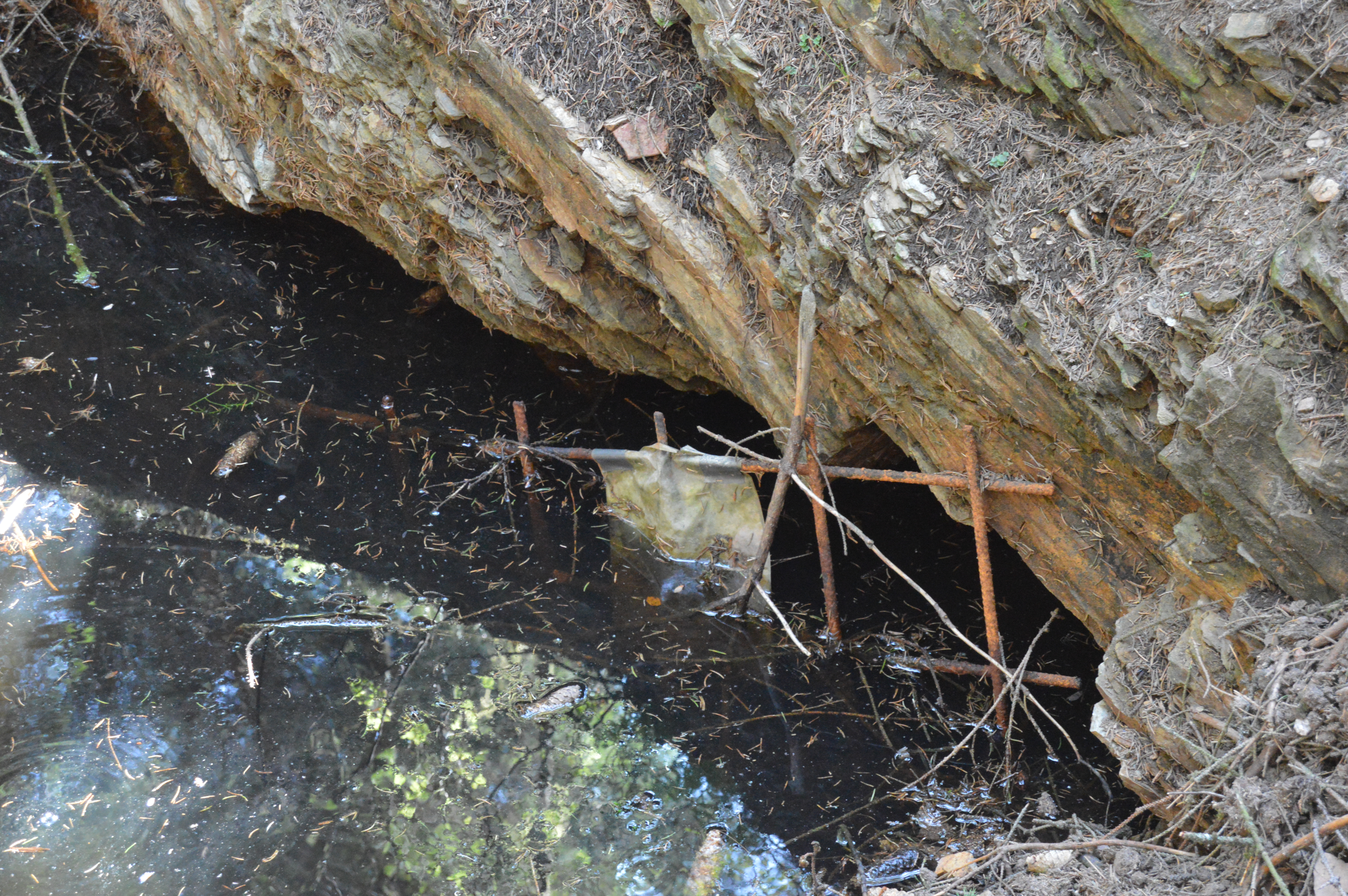
Par temps de sécheresse, le début de la galerie est visible (juillet 2015).

Le Trou des Massotais est un trou d'eau situé sur le sommet du plateau des Tailles, actuellement dans une sapinière voisinant des zones fangeuses. D'anciens témoignages associaient au haut plateau une exploitation aurifère en divers sites. Par ailleurs, lors de grandes sécheresses, telles en 1921 et 1976, le trou des Massotais s'était progressivement vidé et laissait apparaître le début d'une galerie horizontale à faible profondeur, au sud-est de la fosse. Les abords du trou, d'un diamètre d'environ 8 mètres et entouré de tertres de déblai de plusieurs mètres de hauteur, laissaient également deviner un façonnement par la main de l'homme, plutôt que naturel (les mardelles ou étangs issus de palses sont nombreux dans la région) ou issu d'un cratère de bombe (le premier tir d'un V2 le 6 septembre 1944 fut planifié (bien que non effectué) à environ 2 kilomètres du lieu ; divers combats ont eu lieu dans les environs lors de la bataille des Ardennes à l'hiver 1944-1945).
Lambert Grailet est le premier en 1985 à formuler l'hypothèse, et à l'argumenter, que le trou des Massotais serait une mine d'or, sur un gisement qui aurait pu alimenter les dépôts trouvés dans les ruisseaux du sud du plateau des Tailles, en particulier les ruisseaux de Rolayiet et du Noir Ru. Les sources de ce dernier, sur les berges duquel l'on retrouve de nombreuses haldes, dont aux environs de la cote 560, se trouvent à proximité du Trou des Massotais. 
Une vidange du trou fut finalement organisée à l'automne 1998 afin de vérifier la nature exacte du lieu, qui confirma le creusement ancien par des hommes. Les investigations suivantes en 1999 et 2000 par des équipes plus fournies d'archéologues, géologues et orpailleurs permirent notamment d'explorer une galerie d'une dizaine de mètres de long, et de récolter de nombreuses paillettes d'or, dont les formes anguleuses, plutôt qu'arrondies par l'érosion d'un cours d'eau, permirent de confirmer que le lieu était bien un lieu d'extraction aurifère,. Des pièces de hêtre destinées à boiser la mine seront aussi trouvées, de même qu'une meule en arkose, dont une carrière contemporaine se trouve à proximité. Une pelle en hêtre massif taillée d'une seule pièce est également découverte. 
Les analyses au carbone 14 des pièces de bois retrouvées ont permis d'identifier deux occupations antiques d'exploitation, l'une par les Celto-Gaulois de 360 av. J.-C. à 280 av. J.-C. (IVe siècle av. J.-C.), l'autre vers 400 ap. J.-C., à la fin du Bas Empire romain, sans doute par des Lètes,,.